# Логан Елм Вилиџ (Охајо)
Логан Елм Вилиџ (енгл. Logan Elm Village) насељено је место без административног статуса у америчкој савезној држави Охајо.

## Демографија
По попису из 2010. године број становника је 1.118, што је 56 (5,3%) становника више него 2000. године.
| Група             | 2000.         | 2010.         |
| Белци             | 1.019 (96,0%) | 1.098 (98,2%) |
| Афроамериканци    | 19 (1,8%)     | 4 (0,4%)      |
| Азијати           | 8 (0,8%)      | 6 (0,5%)      |
| Хиспаноамериканци | 8 (0,8%)      | 6 (0,5%)      |
| Укупно            | 1.062         | 1.118         |